# Альмуциум
Альмуциум (лат. Almucium) — церковное головное одеяние, которое в Средние века носилось духовенством наравне с баретом, состояло из большого мехового воротника, закрывавшего плечи и спускавшегося приблизительно до локтей, и из такого же кукулуса (cuculus) или капюшона (cappa), который можно было надевать на голову. Иногда этот капюшон подбивали только мехом. В теплое время года каноники носили альмуциум как признак своего звания, на левой руке.
В начале XX века альмуциум существовал только в немногих церквах, ибо употребление мехового пальто с капюшоном (сарра magna) сделало его излишним.